# بیلکوویتس-لاشسانی
بیلکوویتس-لاشسانی (به چکی: Bělkovice-Lašťany) یک منطقهٔ مسکونی در جمهوری چک است که در ناحیه اولومووتس واقع شده‌است. بیلکوویتس-لاشسانی ۱۵٫۲۹ کیلومتر مربع مساحت و ۱٬۹۹۲ نفر جمعیت دارد و ۲۵۸ متر بالاتر از سطح دریا واقع شده‌است.